# Ярок (округ Нітра)
Ярок (словац. Jarok) — село, громада округу Нітра, Нітранський край. Кадастрова площа громади — 22.11 км².
Населення 2036 осіб (станом на 31 грудня 2019 року).

## Історія
Ярок згадується 1113 року.

## Населення
| Рік:            | 1994. | 2004.   | 2014.    | 2024.    |
| --------------- | ----- | ------- | -------- | -------- |
| Кількість осіб: | 1794  | 1767    | 1947     | 2143     |
| Різниця:        |       | -1,50 % | +10,18 % | +10,06 % |

| Рік:            | 2023. | 2024.   |
| --------------- | ----- | ------- |
| Кількість осіб: | 2138  | 2143    |
| Різниця:        |       | +0,23 % |